# Comuna Morsø
Morsø (Morsø Kommune) este o comună din regiunea Nordjylland, Danemarca, cu o suprafață totală de 364,42 km².